# Скрэмблинг (лингвистика)
Скрэ́мблинг (англ. scrambling — «перемешивание») — одно из ключевых понятий теории управления и связывания (раздела современной генеративной грамматики), возникшее в качестве частного случая явления α-перемещения (Move α), связывающего глубинную и поверхностную структуры в рамках теории принципов и параметров. В генеративной грамматике принято считать, что скрэмблинг как явление, характерное для языков со свободным порядком слов, в частности вальбири, противопоставлен перемещению лексических категорий в языках с фиксированным порядком слов, к примеру в английском языке.
Основные результаты в исследовании скрэмблинга на материале различных языков мира были получены М. Сайто, Х. Ходзи, Г. Вебельхутом, А. Махаджаном.